# Game Change
Game Change is een Amerikaanse televisiefilm uit 2012 die geregisseerd werd door Jay Roach. Het politiek drama is gebaseerd op de Amerikaanse presidentsverkiezingen van 2008. De hoofdrollen worden vertolkt door Julianne Moore, Woody Harrelson en Ed Harris.
De film werd bekroond met onder meer de Golden Globe en Emmy Award voor beste televisiefilm. Julianne Moore won voor haar hoofdrol als de Republikeinse politica Sarah Palin eveneens een Emmy en Golden Globe.

## Verhaal
De Republikeinse presidentskandidaat John McCain heeft het moeilijk om zich met zijn campagne te onderscheiden van de overige kandidaten. Onder leiding van campagnevoorzitter en politiek strateeg Steve Schmidt weet hij de Republikeinse voorverkiezingen te winnen. Vervolgens wil hij senator Joe Lieberman benoemen als zijn running mate, maar zijn adviseurs, waaronder Schmidt, raden hem dit af. 
Uiteindelijk wordt, na een oppervlakkige zoektocht, gekozen voor Sarah Palin, de gouverneur van Alaska. Ze spreekt conservatieve, onafhankelijke en vrouwelijke kiezers aan en wordt niet geassocieerd met de impopulaire regering-Bush. De charismatische vrouw wordt bestempeld als een game changer. 
Maar Palin, die niet meteen uitblinkt in kennis van zaken, wordt al snel een probleem. Haar flair en oneliners maken haar populair bij een deel van de achterban, maar komen de campagne van McCain niet ten goede. Bovendien kiest ze er ook steeds vaker voor om haar eigen ideeën te volgen. Zo wil McCain geen negatieve strijd voeren tegen zijn concurrent, de Democratische kandidaat Barack Obama, terwijl Palin een negatieve campagne wel steunt. McCain kijkt machteloos toe hoe zijn eigen aanhangers meegaan in het negativisme en hoe Palins populariteit zienderogen groeit.

## Rolverdeling
| Acteur             | Personage         |
| ------------------ | ----------------- |
| Julianne Moore     | Sarah Palin       |
| Woody Harrelson    | Steve Schmidt     |
| Ed Harris          | John McCain       |
| Peter MacNicol     | Rick Davis        |
| Jamey Sheridan     | Mark Salter       |
| Sarah Paulson      | Nicolle Wallace   |
| Ron Livingston     | Mark Wallace      |
| David Barry        | Todd Palin        |
| Larry Sullivan     | Chris Edwards     |
| Melissa Farman     | Bristol Palin     |
| Kevin Bigley       | Track Palin       |
| Brian d'Arcy James | Ted Frank         |
| Bruce Altman       | Fred Davis        |
| Colby French       | Tucker Eskew      |
| John Rothman       | Arthur Culvahouse |
| Austin Pendleton   | Joe Lieberman     |

## Productie
In januari 2010 kocht HBO de rechten op Game Change: Obama and the Clintons, McCain and Palin, and the Race of a Lifetime (2010), een non-fictieboek van auteurs John Heilemann en Mark Halperin over de Amerikaanse presidentsverkiezingen van 2008. Regisseur Jay Roach en scenarist Danny Strong, het duo achter de politieke HBO-film Recount, werden vervolgens ingeschakeld om het boek te verfilmen. De twee speelden ook met het idee om een film te maken over de verkiezingsstrijd tussen partijgenoten Barack Obama en Hillary Clinton, maar lieten dat project uiteindelijk vallen omdat het te lang en complex was. Naast Game Change van Heilemann en Halperin baseerden de makers zich ook op andere artikels en boeken, waaronder Sarah Palins memoires Going Rogue: An American Life (2009).
In maart 2011 raakte de casting van Julianne Moore, Ed Harris en Woody Harrelson als respectievelijk Sarah Palin, John McCain en Steve Schmidt bekend. De opnames vonden in het voorjaar van 2011 plaats in onder meer Maryland en New Mexico.
Game Change ging op 8 maart 2012 in première in het Newseum in Washington D.C.. Twee dagen later ging de film in première op HBO.

## Prijzen en nominaties
| Jaar | Prijs         | Categorie                                       | Genomineerde(n)                                                                 | Uitslag     |
| ---- | ------------- | ----------------------------------------------- | ------------------------------------------------------------------------------- | ----------- |
| 2012 | Emmy Awards   | Beste miniserie of tv-film                      | Tom Hanks, Gary Goetzman, Jay Roach, Danny Strong, Steve Shareshian, Amy Sayres | Gewonnen    |
| 2012 | Emmy Awards   | Beste actrice (miniserie/tv-film)               | Julianne Moore                                                                  | Gewonnen    |
| 2012 | Emmy Awards   | Beste acteur (miniserie/tv-film)                | Woody Harrelson                                                                 | Genomineerd |
| 2012 | Emmy Awards   | Beste actrice in een bijrol (miniserie/tv-film) | Sarah Paulson                                                                   | Genomineerd |
| 2012 | Emmy Awards   | Beste acteur in een bijrol (miniserie/tv-film)  | Ed Harris                                                                       | Genomineerd |
| 2012 | Emmy Awards   | Beste regie (miniserie/tv-film)                 | Jay Roach                                                                       | Gewonnen    |
| 2012 | Emmy Awards   | Beste scenario (miniserie/tv-film)              | Danny Strong                                                                    | Gewonnen    |
| 2012 | Emmy Awards   | Beste montage (miniserie/tv-film)               | Lucia Zucchetti                                                                 | Genomineerd |
| 2012 | Emmy Awards   | Beste muziek (miniserie/tv-film)                | Theodore Shapiro                                                                | Genomineerd |
| 2012 | Emmy Awards   | Beste camerawerk (miniserie/tv-film)            | Jim Denault                                                                     | Genomineerd |
| 2012 | Emmy Awards   | Beste geluidsmix (miniserie/tv-film)            | David MacMillan, Leslie Shatz, Gabriel J. Serrano                               | Genomineerd |
| 2012 | Emmy Awards   | Beste casting (miniserie/tv-film)               | David Rubin, Richard Hicks, Pat Moran, Kathleen Chopin                          | Gewonnen    |
| 2013 | Golden Globes | Beste miniserie of tv-film                      | Beste miniserie of tv-film                                                      | Gewonnen    |
| 2013 | Golden Globes | Beste actrice (miniserie/tv-film)               | Julianne Moore                                                                  | Gewonnen    |
| 2013 | Golden Globes | Beste acteur (miniserie/tv-film)                | Woody Harrelson                                                                 | Genomineerd |
| 2013 | Golden Globes | Beste actrice in een bijrol (miniserie/tv-film) | Sarah Paulson                                                                   | Genomineerd |
| 2013 | Golden Globes | Beste acteur in een bijrol (miniserie/tv-film)  | Ed Harris                                                                       | Gewonnen    |